# Aglogbé
Aglogbé è un arrondissement del Benin situato nella città di Adjarra (dipartimento di Ouémé) con 7.737 abitanti (dato 2006).